# Naissance en 1074
Naissance
- 1070
- 1071
- 1072
- 1073
- 1074
- 1075
- 1076
- 1077
- 1078

Cette page dresse une liste de personnalités nées au cours de l'année 1074 :
- 12 février : Conrad de Basse-Lotharingie, duc de Basse-Lotharingie et marquis de Turin, roi des Romains et Roi d'Italie.

- Al-Musta'li, neuvième calife fatimide et dix-neuvième imam ismaélien mustalien.
- Al-Zamakhshari, Abu al-Qasim Mahmud ibn Umar al-Khawarizmi al-Zamakhshari, grammairien de l'Asie centrale et un théologien musulman hanafite motazilite.
- Hugues Ier de Champagne, comte de Troyes, de Vitry et Bar-sur-Aube, se disant comte de Champagne.

date incertaine
- Avenzoar, 1074[1] ou vers 1091[2] médecin arabe de l'empire almoravide.
- vers 1074 : Edgar (roi d'Écosse).